# Friedrich Schlosser
Friedrich Schlosser (Teplitze, 1885. március 19. - Graf, 1959. október) Csehországban született osztrák-magyar katona, tengerész, tengeralattjáró kapitány. Az első világháború alatt számos tengeralattjáró parancsnoka és a háború ötödik legjobb osztrák-magyar tengeralattjáró tisztje.

## Élete
1885. március 19-én született a mai Csehország területén található Teplitzében (ma Teplice). Belépett a Császári és Királyi Haditengerészethez és a tengeralattjáró fegyvernemnél szolgált. 1911. november 1-jén léptették elő sorhajóhadnaggyá. Egy hónappal a háború előtt, 1914. június 8-án kapta meg az SM U-5 parancsnokságát, amit a következő év április 22-éig tartott meg. A háború kitörésével az ő hajója is indulási parancsot kapott. 1915. október 6-án parancsnoka lett az SM U-15-nek, amit november 8-áig tölt be.
November 3-tól újra az SM U-5 parancsnoka, és egészen 1917. július 5-ig ezen a hajón szolgál. Ezzel a hajóval torpedózta meg és süllyesztette el 1916. június 8-án, Linguettától tizenöt mérföldre délnyugatra az olasz SS Principe Umberto csapatszállító hajót, evvel hatalmas sikert aratva. Ezzel a diadallal 7929 tonna hajótér süllyedt a tenger fenekére és 1750 olasz katona vesztette életét. 1917. július 30-ától 1918. január 13-áig az SM U-43 kapitánya. November 16-án megtorpedózta az olasz Orione gőzhajót, ami súlyosan megsérült. Január 13-án kinevezték az SM U-14-es tengeralattjáró parancsnokává. Ezt a posztot június 8-áig töltötte be. Túlélte a háborút és 1959 októberében halt meg Grafban.

## Eredményei

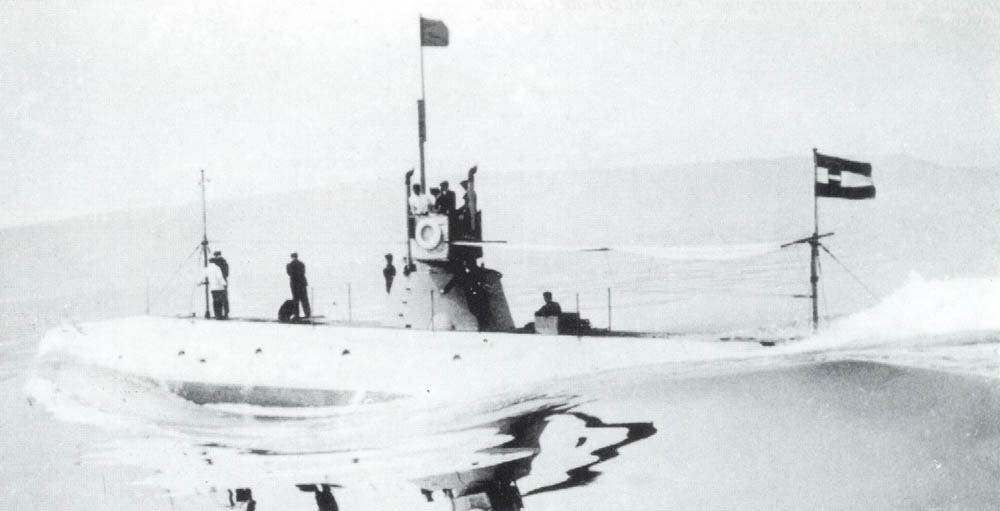
az SM U-5 tengeralattjáró

Életében összesen egy hajó süllyedt és egy sérült meg a torpedóitól. Bár viszonylag kevés hajót süllyesztett el, az általa elpusztított 11 945 bruttóregisztertonna is a legjobb világháborús osztrák-magyar tengeralattjárók közé emeli. 
| Nemzetiség, név és fajta          | Időpont            | Súly     |
| --------------------------------- | ------------------ | -------- |
| Principe Umberto (csapatszállító) | 1916. június 8.    | 7929 BRT |
| Orione (gőzös)                    | 1917. november 16. | 4016 BRT |

## Külső hivatkozások
- Tengeralattjárók az I. világháborúban. (magyar nyelven). SZTE Egyetemi Könyvtár Hadtörténeti Gyűjtemény. (Hozzáférés: 2011. március 25.)
- SM U-15 (Austria-Hungary) (angol nyelven). enotes.com. (Hozzáférés: 2011. március 25.)